# Övre Flyn (Hällesjö socken, Jämtland)
Övre Flyn är en sjö i Bräcke kommun i Jämtland och ingår i Ljungans huvudavrinningsområde. Sjön har en area på 0,523 kvadratkilometer och ligger 207,9 meter över havet. Övre Flyn ligger i Gimån, Uppströms Holmsjön Natura 2000-område. Sjön avvattnas av vattendraget Gimån.

## Delavrinningsområde
Övre Flyn ingår i det delavrinningsområde (696169-152087) som SMHI kallar för Utloppet av Övre Flyn. Medelhöjden är 306 meter över havet och ytan är 5,92 kvadratkilometer. Räknas de 281 avrinningsområdena uppströms in blir den ackumulerade arean 2 835,86 kvadratkilometer. Gimån som avvattnar avrinningsområdet har biflödesordning 2, vilket innebär att vattnet flödar genom totalt 2 vattendrag innan det når havet efter 116 kilometer. Avrinningsområdet består mestadels av skog (86 procent). Avrinningsområdet har 0,47 kvadratkilometer vattenytor vilket ger det en sjöprocent på 8,2 procent.